# Wistow (Leicestershire)
Wistow – wieś i civil parish w Anglii, w Leicestershire, w dystrykcie Harborough. W 2011 civil parish liczyła 256 mieszkańców. Wistow jest wspomniana w Domesday Book (1086) jako Wistanestou/Witenesto.